# Supala Kolos
Supala Kolos (Budapest, 1940. február 4. – München, 2023. március 14.) magyar-német orvos, operaénekes (bariton).

## Életpályája
A Petőfi Sándor Gimnáziumban érettségizett 1958-ban. 1959–1965 között a Semmelweis Egyetem hallgatója volt. A Magyar Televízió első Ki-mit-tud? versenyén fedezték fel 1963-ban. Gyakorló orvosként kezdte pályafutását. 1967–1969 között a Magyar Állami Operaház tagja volt. 1969-től Németországban élt, Münchenben orvosként dolgozott.

## Szerepei
- Strauss: Ariadné Naxosz szigetén – Lakáj
- Mozart: A varázsfuvola – Sarastro
- Monteverdi: Poppea megkoronázása – Lictor
- Beethoven: Fidelio – Második fogoly
- Wagner: A nürnbergi mesterdalnokok – Éji őr; Hans Schwarz
- Verdi: Az álarcosbál – Samuel/Horn
- Szokolay Sándor: Hamlet – Bernardo
- Mozart: Szöktetés a szerájból – Szelim basa
- Puccini: Turandot – Timur
- Verdi: Don Carlos – Egy szerzetes (V. Károly császár)